# Periclimenaeus maxillulidens
Periclimenaeus maxillulidens är en kräftdjursart som först beskrevs av Schmitt 1936.  Periclimenaeus maxillulidens ingår i släktet Periclimenaeus och familjen Palaemonidae. Inga underarter finns listade i Catalogue of Life.